# Сан, Стефани
Сан, Стефани (англ. Stefanie Sun) (кит. 孙燕姿) (23 июля 1978, Сингапур) — сингапурская певица и композитор. Сочиняет и исполняет песни в стиле китайской популярной музыки Mandopop.

## Краткая биография и творчество
Окончила Школу Раффлза для девочек и Наньянский технологический университет. Талант к музыке у неё открыт её учителем музыки Николь Лай.
Первый альбом «Пасмурный день» (2000) разошёлся тиражом в 3.8 млн в Сингапуре, КНР, Тайване, Малайзии, Гонконге и вывел её на первое место по продажам среди сингапурских певцов. Второй альбом «Моё счастье» (2000) разошёлся тиражом 4 млн, а третий «Воздушный змей» (2001) побил все рекорды, разойдясь тиражом в 4,1 млн..
В 2014 году она выпустила свой двенадцатый альбом «Кеплер». Общий тираж дисков составил 30 млн копий. Первые 10 альбомов записаны на Тайване компаниями «Уорнер Мьюзик» и «Эми», 11-й — её собственной компанией «Уандерфул Мьюзик» (2011), а 12-й — компанией «Юнивесал Мьюзик Груп».

## Награды
- Более 70 музыкальных наград в Сингапуре, КНР, Гонконге, Малайзии, Японии, на Тайване, включая 6 наград азиатского MTV (2002, 2003, 2004, 2005, 2006, 2008)
- Установление восковой фигуры певицы в Музее восковых фигур Мадам Тюссо в Сингапуре[3].

## Семья
- Муж Надим ван дер Рос (2011 г.)[4]